# Seiji Shindō
Seiji Shindō (japanisch 進藤 誠司 Shindō Seiji; * 12. Dezember 1992 in der Präfektur Kanagawa) ist ein japanischer Fußballspieler.

## Karriere
Shindō erlernte das Fußballspielen in der Schulmannschaft der Ryutsu Keizai University Kashiwa High School und der Universitätsmannschaft der Kokushikan-Universität. Seinen ersten Vertrag unterschrieb er 2015 bei Kataller Toyama. Der Verein aus Toyama spielte in der dritten japanischen Liga, der J3 League. Für den Verein absolvierte er 50 Ligaspiele. 2019 wechselte er zu Veertien Mie. Für den Klub aus Kuwana stand er 30-mal in der vierten Liga auf dem Spielfeld. 2020 wechselte er nach Numazu zum Drittligisten Azul Claro Numazu. Von Oktober 2020 bis Saisonende wurde er an den Viertligisten ReinMeer Aomori FC ausgeliehen. Nach der Ausleihe wurde er von dem Verein aus Aomori am 1. Februar 2021 fest unter Vertrag genommen. 2021 stand er für ReinMeer 26-mal in der vierten Liga auf dem Spielfeld. Im Januar 2022 verpflichtete ihn der ebenfalls in der vierten Liga spielende Suzuka Point Getters.